# Winklarn (Austria)
Winklarn è un comune austriaco di 1 594 abitanti nel distretto di Amstetten, in Bassa Austria. Nel 1972 ha inglobato il comune soppresso di Haag Dorf.